# پول‌ویل (تگزاس)
پول‌ویل (به انگلیسی: Poolville) یک منطقهٔ مسکونی در ایالات متحده آمریکا است که در شهرستان پارکر، تگزاس واقع شده‌است.